# 육도수
육도수(陸徒洙, 1958년 8월 14일 ~ )은 대한민국의 제7대 경기도의원이다.

## 학력
- 한림정보산업대학 졸업
- 한국방송통신대학교 유아교육 학사 졸업
- 고려대학교 인문정보대학원 사회복지학 석사 졸업

## 경력
- 수기사(맹호부대) 예비역 중사
- 현대학원 원장
- 현대어린이집 원장
- 현리성가신협 협동조합 감사
- 가평군 학원연합회 회장
- 상면체육진흥회 부회장
- 상면자치위원회 위원
- 한국보육시설연합회 법인분과 부위원장
- 한국보육시설연합회 보육정보지 편집위원
- 가평군 재향군인회 이사
- 가평군 보육정책위원회 위원장
- 사회복지법인 보람어린이집 원장
- 2006.07 ~ 2006.10 제7대 경기도의회 의원
- 2006.07 ~ 2006.10 제7대 경기도의회 전반기 보사여성위원회 위원
- 가평군 문화원 이사
- 대한민국 고엽제 전우회 경기지부 가평군지회 고문
- 도현 평생교육원 원장
- 서정대학교 사회복지행정학과 조교수
- 한국BBS 중앙연맹 상임이사

## 역대 선거 결과
|  | 35.93% |

|  | 4.59% |